# Lazarovo, Plevna
Lazarovo (în bulgară Лазарово) este un sat în comuna Kneja, regiunea Plevna,  Bulgaria. 

## Demografie
Componența etnică a satului Lazarovo
     Bulgari (91,92%)
     Nicio identificare (8,07%)
     Altele (0%)
La recensământul din 2011, populația satului Lazarovo era de 446 locuitori. Din punct de vedere etnic, majoritatea locuitorilor (91,92%) erau bulgari. Pentru 8,07% din locuitori nu este cunoscută apartenența etnică.